# Аллендейл (Мічиган)
Аллендейл (англ. Allendale) — переписна місцевість (CDP) в США, в окрузі Оттава штату Мічиган. Населення — 27 073 особи (2020).

## Географія
Аллендейл розташований за координатами 42°59′9″ пн. ш. 85°57′9″ зх. д. / 42.98583° пн. ш. 85.95250° зх. д. (42.985763, -85.952471). За даними Бюро перепису населення США в 2010 році переписна місцевість мала площу 61,24 км², з яких 58,86 км² — суходіл та 2,38 км² — водойми.

## Демографія
Згідно з переписом 2010 року, у переписній місцевості мешкало 17 579 осіб у 4607 домогосподарствах у складі 2639 родин. Густота населення становила 287 осіб/км². Було 4834 помешкання (79/км²).
Расовий склад населення:
| - 90,7 % — білих - 3,3 % — чорних або афроамериканців - 1,5 % — азіатів - 0,4 % — корінних американців - 1,8 % — осіб інших рас |

До двох чи більше рас належало 2,3 %. Частка іспаномовних становила 4,8 % від усіх жителів.
За віковим діапазоном населення розподілялося таким чином: 16,9 % — особи молодші 18 років, 78,9 % — особи у віці 18—64 років, 4,2 % — особи у віці 65 років та старші. Медіана віку мешканця становила 20,9 року. На 100 осіб жіночої статі у переписній місцевості припадало 84,8 чоловіків; на 100 жінок у віці від 18 років та старших — 80,9 чоловіків також старших 18 років.
Середній дохід на одне домашнє господарство становив 60 253 долари США (медіана — 44 610), а середній дохід на одну сім'ю — 81 144 долари (медіана — 63 625). Медіана доходів становила 42 433 долари для чоловіків та 37 303 долари для жінок. За межею бідності перебувало 27,4 % осіб, у тому числі 17,2 % дітей у віці до 18 років та 0,0 % осіб у віці 65 років та старших.
Цивільне працевлаштоване населення становило 9009 осіб. Основні галузі зайнятості: освіта, охорона здоров'я та соціальна допомога — 24,6 %, мистецтво, розваги та відпочинок — 16,6 %, роздрібна торгівля — 14,4 %.